# Krawędź spływu
Krawędź spływu – linia łącząca ostrza kolejnych profili płata, czyli tylna część skrzydła, gdzie zbiegają się strugi powietrza znad i spod skrzydła.
Na krawędzi spływu skrzydeł płatowca zamontowane mogą być:
- lotki,
- klapy,
- klapolotka,
- ster wysokości – w przypadku skrzydeł typu delta.

Jeśli płatowiec posiada nieruchomy statecznik poziomy, to na jego krawędzi spływu znajduje się ster wysokości. Na krawędzi spływu statecznika pionowego natomiast, zamontowany jest ster kierunku.